# Буранне (Петуховський округ)
Бура́нне (рос. Буранное) — присілок у складі Петуховського округу Курганської області, Росія.
Населення — 79 осіб (2010, 127 у 2002).
Національний склад станом на 2002 рік:
- росіяни — 94 %